# Ablerus punctatus
Ablerus punctatus is een vliesvleugelig insect uit de familie Aphelinidae. De wetenschappelijke naam is voor het eerst geldig gepubliceerd in 1921 door Girault.